# 短身鬍鯰
短身鬍鯰，為輻鰭魚綱鯰形目塘虱魚科的其中一種，分布於亞洲斯里蘭卡，為特有種，胸鰭具有棘，體長可達50公分，棲息在森林溪流，屬肉食性，以甲殼類、青蛙、魚類及蠕蟲等為食，可做為食用魚及觀賞魚。

## 扩展阅读
維基物種上的相關：短身鬍鯰